# Shoshannah Stern
Shoshannah Stern est une actrice américaine, née le 3 juillet 1980 à Walnut Creek en Californie.

## Biographie
Shoshannah Stern est née à Walnut Creek en Californie, dans une famille juive religieuse et sourde de quatre générations. Une de ses grand-mères est une survivante de l'Holocauste. Habitant Fremont, en Californie, elle suit les cours à l'École de Californie pour les sourds, puis ceux de l'université Gallaudet, seule université de lettres et sciences sociales et humaines au monde pour sourds.
Sa langue maternelle est la langue des signes, mais elle est aussi capable de lire sur les lèvres et de parler anglais sans l'aide d'un interprète.
Elle apparaît dans les séries Agence Matrix, Urgences, Providence, Cold Case, Weeds, ainsi que dans Jericho.
En 2008, elle apparaît dans le clip Yes We Can.
En 2010, elle incarne le rôle d'une jeune étudiante dans la troisième saison de Lie to Me.
En 2020, elle joue le rôle du Dr Lauren Riley dans Grey’s Anatomy.

## Filmographie

### Films
- 2004 : The Last Shot de Jeff Nathanson : la petite amie de Steven
- 2010 : Adventures of Power d'Ari Gold : Annie
- 2011 : The Hammer d'Oren Kaplan : Kristi

### Téléfilm
- 2008 : Un cœur à l'écoute (Sweet Nothing In My Ear) de Joseph Sargent : Valerie Park

### Séries télévisées
- 2001 : Sexe et Dépendances (Off Centre) : Rebecca
- 2003 : Agence Matrix : Holly Brodeen
- 2005 : Weeds : Megan Graves
- 2006 : Jericho : Bonnie Richmond
- 2008 : Cold Case : Affaires classées (Cold Case) : Leah O'Rafferty
- 2008 : Supernatural : Jenna Rubner (saison 3, épisode 12)
- 2010 : Lie to Me : Sarah
- 2015 : Another Period : Helen Keller (2 épisodes)
- 2016-2020 : Supernatural : Eileen Leahy (actrice récurrente : 7 épisodes)
- 2017 : This Close : Kate
- 2020 : Grey's Anatomy : Dr Lauren Riley